# 新加坡书法中心
新加坡書法中心（英語：Singapore Calligraphy Centre），又稱滑鐵盧街48號，是位於新加坡市中心滑鐵盧街的一棟洋房，目前為新加坡書法家協會的會所所在地。

## 簡介
該建築設計對稱，擁有高挑的天花板與高窗戶。四周環繞著精緻的磚石與灰泥圍牆，並設有鍛鐵大門。

## 歷史
1899年，有報導指出共有20名俄羅斯猶太人在該洋房內因涉賭被捕，然而指控最終被駁回，辯方律師指出他們只是玩牌，並未賭博。1908年，19名華人男子因在該建築內賭博而各被罰款3元，屋主則被罰款75元。
1994年起，該建築在國家藝術理事會的「艺术之家计划」（英語：Arts Housing Scheme）下進行耗資131萬新元的翻修工程，為期15個月。1995年11月，建築重新開放，成為新加坡書法家協會的首個永久會所，內設會議室、視聽室、可供租用的展覽廳以及五間教室。該中心於1996年5月27日由時任內政部長黃根成主持開幕儀式。滑鐵盧街上有多棟建築亦曾在該計劃下進行翻新，包括史丹福藝術中心（Stamford Arts Centre）、滑鐵盧街42號、滑鐵盧街54至58號（現為實踐劇場The Theatre Practice所在地），以及滑鐵盧街60號（現為新加坡舞蹈劇場Dance Ensemble Singapore所在地）。